# JaTB-3
JaTB-3 – typ piętrowego trolejbusu wytwarzanego dawniej przez Jarosławskij Motornyj Zawod w rosyjskim mieście Jarosław. Trolejbusy tego typu eksploatowano w Moskwie w latach 1939–1953.

## Historia powstania
Na początku lat 30. XX wieku po ulicach niektórych europejskich miast poruszały się trolejbusy piętrowe. Pomysł zwiększenia liczby miejsc dla pasażerów poprzez wprowadzenie do ruchu trolejbusów piętrowych został doceniony również przez moskiewskiego organizatora transportu.
Latem 1937 r. z Anglii do ZSRR dostarczono dwa trzyosiowe trolejbusy produkcji English Electric, przy czym jeden z nich był piętrowy. Opierając się na konstrukcji tego trolejbusu Jarosławskij Motornyj Zawod wyprodukował 10 własnych trolejbusów piętrowych, którym nadano oznaczenie JaTB-3.

## Eksploatacja w Moskwie
26 lipca 1938 r. pierwszy JaTB-3 rozpoczął służbę liniową od kursu nową trasą na dzisiejszym prospekcie Mira.
Wysokość zawieszenia przewodów trakcyjnych wprowadziła ograniczenie wysokości trolejbusu. Nadwozie wozu miało długość 9,4 m, wysokość – 4,7 m. W stosunku do JaTB-1, w którym wysokość sufitu w przedziale pasażerskim wynosiła 1915 mm, sufit pierwszego poziomu obniżono do 1795 mm; wysokość sufitu drugiego poziomu wynosiła natomiast 1770 mm. Na poziomie pierwszym umieszczono 40 miejsc siedzących, a na piętrze – 32.
Ogółem wyprodukowano 10 takich pojazdów – ostatni w 1939 r. Ponieważ do wnętrza prowadziły tylko jedne drzwi, wymiana pasażerów odznaczała się niewielką płynnością. Z tego powodu jeden egzemplarz zwrócono do fabryki, gdzie zamontowano dodatkowe drugie drzwi.
Doświadczenia zebrane w czasie eksploatacji wykazały, że trolejbusy piętrowe nie są odpowiednim rozwiązaniem. Wiele nowych trolejbusów produkowano jako jednopoziomowe i przystosowane do przewożenia większej liczby pasażerów (głównie na miejscach stojących). Porzucono plany rozwoju trolejbusów piętrowych na rzecz przegubowych. Pierwsze trolejbusy przegubowe zbudowano jednak dopiero w latach 50. XX wieku w zakładach SWARZ.
Wszystkie 10 egzemplarzy JaTB-3 eksploatowano jedynie w Moskwie; zakończyły one służbę liniową na początku lat 50. XX wieku. Do dziś nie zachował się żaden trolejbus tego typu.